# Clemens Schürmann

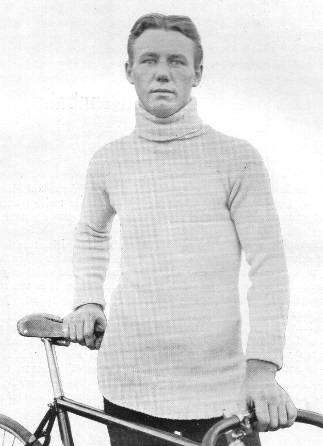
Clemens Schürmann (1909)

Clemens Schürmann (* 24. Mai 1888 in Münster; † 1957 ebenda) war ein deutscher Radrennfahrer und Architekt.
Er begann seine Karriere als Radrennfahrer im Jahre 1905 bei einem Amateurrennen, welches er auf Anhieb gewann. Ein Jahr später wurde er Profi und zählte in seiner Disziplin, dem Sprint, zu den besten Fahrern. 1908 wurde er Vize-Europameister und nahm im selben Jahr an den Bahn-Weltmeisterschaften in Leipzig teil, wo er in den Vorläufen den ehemaligen Weltmeister Edmond Jacquelin schlug. 1913 nahm er an den Weltmeisterschaften in Paris teil und war im Prämienfahren erfolgreich. Zu seinen Erfolgen im Sprint zählten 1909 der Preis der schönen Künste und 1924 die Meisterschaft von Rhein. Nach mehreren schweren Stürzen benutzte Clemens Schürmann als erster Rennfahrer in seinen Rennen regelmäßig einen aus einem umfunktionierten Kürassierhelm entstandenen Sturzhelm als Kopfschutz.
Nach einem halbjährigen Praktikum als Maurer besuchte er ab Oktober 1907 die Königliche Baugewerkschule in Münster, die nachfolgende Fakultät für Architektur ist heute Teil der Fachhochschule Münster. Das fünfsemestrige Studium beendete er erst 1912, da er in den Sommern Rennen fuhr. Ein Radrennen 1926 auf der veralteten Bahn in Krefeld wurde für ihn ein beruflicher Wendepunkt. Nach dem Rennen wurden Pläne bekannt, die Bahn zu modernisieren, allerdings konnte niemand die veranschlagten Kosten aufbringen. Schürmann wurde von Mitgliedern des Vereins aus Krefeld gebeten, eine kostengünstigere Bahn zu planen. Er konnte die Rahmenbedingungen erfüllen und wenige Monate später entstand die erste Sommerbahn nach seinen Entwürfen.
Im Jahre 1927 beendete Schürmann seine sportliche Karriere und widmete sich seinem erlernten Beruf als Architekt; zu seiner Spezialität wurde die Konstruktion von Radrennbahnen. Er schuf in der Folgezeit so berühmte Bahnen wie z. B. die Vigorelli-Bahn in Mailand oder das Olympische Radstadion in Berlin (1936). Die erste von ihm im Ausland entworfene Bahn entstand 1932 in Rom. Die über 50 von ihm entworfenen Bahnen galten als die schnellsten der Welt. Im Alter fungierte er als Sportlicher Leiter der Sechstagerennen in der Halle Münsterland in Münster, deren Radrennbahn er selbst erbaut hatte. Er starb 1957 in Münster. Zu seinem Gedenken wurde lange Zeit auf seiner 154 m langen Radrennbahn in der Halle Münsterland das schwere „1001-mal-rund“, eine Eintagesprüfung für Zweier-Mannschaften, ausgetragen.
Nachdem sein Sohn Herbert Schürmann, der den Radrennbahnbau weltweit fortführte, 1994 verstarb, wird der Radrennbahnbau des Architektenbüros Schürmann von seinem Enkel Ralph Schürmann in der dritten Generation fortgesetzt.